# Elezioni europee del 1989 in Francia
Le elezioni europee in Francia del 1989 si sono tenute il 18 giugno. Esse hanno permesso di eleggere gli 81 europarlamentari spettanti alla Francia per la III legislatura (1989-1994) del Parlamento europeo.

## Risultati
| Liste                | Liste | Gruppo                         | Voti       | %     | Seggi   |
| -------------------- | --- | ------------------------------ | ---------- | ----- | ------- |
|                      | L'Union UDF-RPR • Raggruppamento per la Repubblica • Unione per la Democrazia Francese • Centro Nazionale degli Indipendenti e dei Contadini | - ADE 11 LDR/1 PPE 1 ADE/1 LDR | 5.242.038  | 28,88 | 26 12 2 |
|                      | Majorité de progrès pour l'Europe • Partito Socialista • Movimento dei Radicali di Sinistra                                                  | - PSE                          | 4.286.354  | 23,61 | 22 20 2 |
|                      | Europe et Patrie • Fronte Nazionale | - GTDE                         | 2.129.668  | 11,73 | 10      |
|                      | Les Verts - Europe - Écologie • I Verdi • Unione del Popolo Corso                                                                            | - GV ARC                       | 1.922.940  | 10,59 | 9 8 1   |
|                      | Le Centre pour l'Europe • Centro dei Democratici Sociali • Dissidenti UDF • Indipendenti                                                     | - PPE LDR 1 PPE/1 NI           | 1.529.346  | 8,43  | 7 4 1 2 |
|                      | Liste de rassemblement présentée par le PCF • Partito Comunista Francese                                                                     | - CG                           | 1.401.171  | 7,72  | 7       |
|                      | Caccia, Pesca, Natura e Tradizioni | -                              | 749.741    | 4,13  | -       |
|                      | Lotta operaia | -                              | 258.663    | 1,43  | -       |
|                      | Liste apolitique pour la protection des animaux et de leur environnement                                                                     | -                              | 188.573    | 1,04  | -       |
|                      | Altri partiti (< 1%) | -                              | 442.917    | 2,44  | -       |
| Totale               | Totale | Totale                         | 18.151.416 |       | 81      |
| Schede bianche/nulle | Schede bianche/nulle | Schede bianche/nulle           | 539.276    | 1,40  | 2,89    |
| Votanti/affluenza    | Votanti/affluenza | Votanti/affluenza              | 18.690.692 | 48,80 |         |
| Elettori             | Elettori | Elettori                       | 38.297.496 |       |         |